# Chewton Mendip
Chewton Mendip est un village et une paroisse civile du Somerset, en Angleterre. Il est situé dans le district de Mendip, à six kilomètres au nord de la ville de Wells. Au moment du recensement de 2001, il comptait 518 habitants.
La rivière Chew, affluent de l'Avon, y prend sa source.